# Pueblo nuevo (brano musicale)
Pueblo nuevo, noto anche con il titolo Juventud de Pueblo Nuevo, è un brano strumentale composto dal contrabbassista Cachao.
È una delle sue numerose composizioni dedicate a un locale cubano in cui frequentemente suonava come parte della charanga Arcaño y sus Maravillas. Essendo il brano regolarmente eseguito dalle orchestre di danzón, nel corso degli anni è diventato uno standard del genere.
Fu registrato per la prima volta nel 1946 dall'orchestra di Belisario López per la RCA Victor TCD-69.

## La versione di Buena Vista Social Club

### Musicisti
- Rubén González - pianoforte
- Ry Cooder - chitarra
- Manuel Guajiro Mirabal - tromba
- Orlando Cachaíto López - contrabbasso
- Ibrahim Ferrer - conga
- Joachim Cooder - udu
- Alberto Valdéz - maracas
- Làzaro Villa - Güiro